# Jona Oberski
Jona Eliëser Joseph Oberski (20 mars 1938) est un écrivain néerlandais et un physicien nucléaire.
Un an avant sa naissance, ses parents, de confession juive, fuient  l'Allemagne nazie vers les Pays-Bas et s'installe à Amsterdam. La famille a été transportée à travers Westerbork, puis de là déportée au camp de concentration de Bergen-Belsen. Son père meurt de faim et d'épuisement le 23 mars 1942. Une année plus tard, Jona et sa mère sont déportés en direction d'Auschwitz, mais le train qui les y emmène est touché par un bombardier russe, le 23 avril 1945 et ses passagers sont libérés par l'Armée rouge, non loin du village de Tröbitz. Le convoi était parti de Bergen-Belsen avec 2'500 détenus à bord. Lors du trajet, 200 personnes avaient succombé avant succombé avant l'arrivée à Tröbitz. A Tröbitz même, de nombreux anciens détenus meurent d'épuisement et d'une épidémie de typhus dans les jours et semaines qui suivent leur libération. La mère de Jona Oberski fait partie des victimes. 
A son retour en Hollande, il est pris en charge par une famille d'accueil. Il étudie la physique à l'université et se spécialise dans la physique nucléaire et la physique des particules. À partir de 1962, il travaille au Nationaal instituut voor subatomaire fysica (Institut national de physique subatomique), à Amsterdam.
En parallèle de sa carrière scientifique, Oberski rejoint un atelier de poésie dans les années 70, ce qui lui donne envie de rendre compte de ses propres expériences durant la période nazie. Cet atelier est dirigé par Judith Herzberg, qui l'encourage à publier son récit. Il publie en 1978 le livre Kinderjaren (Années d'enfances), un ouvrage autobiographique. La particularité de ce livre et qu'il raconte les événements à travers les yeux d'un petit enfant. Ce livre connaît un franc succès et est traduit dans de nombreuses langues. En 1992, une adaptation télévisée est réalisée par Rai Uno.   
Par la suite, il publie deux autres œuvres littéraires en néerlandais, De ongenode gast (1995) ( Le visiteur non invité) et De eigenaar van niemandsland (1997) ( Le propriétaire de No Mans Land ), ainsi que des chroniques et des articles pour plusieurs magazines. 